# Eleição municipal de Barretos em 2020
A eleição municipal de Barretos em 2020 está prevista para ocorrer no dia 15 de novembro. Esta cidade paulista possui 122.098 habitantes dentre os quais 89.968 são eleitores que neste dia votarão para definir o seu prefeito e os seus 17 vereadores.

## Antecedentes
Na eleição de 2016, o prefeito Guilherme Ávila, do PSDB, se reelegeu em disputa apertada contra a candidata do PSB, Graça Lemos, foram 47,09% dos votos válidos a favor do prefeito, o correspondente a 26.681 votos contra 44,41% dos votos válidos da candidata da oposição, o correspondente a 25.165 votos, além dos dois, também disputaram a prefeitura, o candidato do PHS, José Faria que teve 7,33% dos votos válidos, o correspondente a 4.153 votos e o candidato do PSOL, José Geraldo com 1,17% dos votos válidos, o correspondente a 665 votos.

## Campanha
A campanha é marcada pelo número recorde de candidatos, 8 postulantes, com o PSDB tentando se manter no executivo barretense por mais 4 anos com a candidata Doutora Gláucia Delegada, que conta com o apoio da atual administração, a vereadora Paula Lemos, candidata pelo DEM, mais votada no pleito de 2016, quando foi candidata pelo PSB, ao lado da mãe Graça Lemos, que na ocasião foi derrotada a prefeitura, o procurador legislativo Luiz Tegami, disputando pelo PV, o vereador Raphael Dutra, concorrendo pelo PSD, o médico e ex-vereador Munir Daher do PSL, que foi candidato a vice-prefeito na eleição anterior, a servidora pública Joana Soleide, disputando pelo Podemos, e os candidatos Angelo Duarte, do PTB e José Carlos da Silva, o Lambari pelo PMB.

## Candidatos[1]
| Nº | Candidato             | Partido | Vice                       | Coligação                                                                   |
| -- | --------------------- | ------- | -------------------------- | --------------------------------------------------------------------------- |
| 14 | Angelo Duarte         | PTB     | Ademir Pierre (PTB)        | Sem coligação                                                               |
| 17 | Dr. Munir             | PSL     | Dra. Elisa Coutinho (PRTB) | "É Hora de Defender Barretos" - PSL - PRTB - PSC - DC - PTC                 |
| 19 | Joana Soleide         | PODE    | Dr. Celestino (PODE)       | Sem coligação                                                               |
| 25 | Paula Lemos           | DEM     | Dr. Gustavo Sasdelli (PL)  | "Juntos para Cuidar de Barretos" - DEM - PL - PP - Cidadania                |
| 35 | Lambari               | PMB     | Jair da Pimenta (PMB)      | Sem coligação                                                               |
| 43 | Luiz Tegami           | PV      | Leandro Tião Galo (PDT)    | "Construindo Uma Nova História" - PV - PDT - PSB                            |
| 45 | Dra. Gláucia Delegada | PSDB    | Chade Rezek (MDB)          | "A força Que Constrói" - PSDB - MDB - Avante - Solidariedade - Republicanos |
| 55 | Raphael Dutra         | PSD     | Coronel Valdeci (PSD)      | "Ordem para Barretos Crescer" - PSD - PROS - Patriota                       |